# Polypedates macrotis
Polypedates macrotis (tên tiếng Anh: Bongao Tree Frog) là một loài ếch trong họ Rhacophoridae. Chúng được tìm thấy ở Brunei, Indonesia, Malaysia, Philippines, và Thái Lan.
Các môi trường sống tự nhiên của chúng là các khu rừng ẩm ướt đất thấp nhiệt đới hoặc cận nhiệt đới, các khu rừng vùng núi ẩm nhiệt đới hoặc cận nhiệt đới, đầm nước ngọt, đầm nước ngọt có nước theo mùa, và kênh đào và mương rãnh.

## Gallery

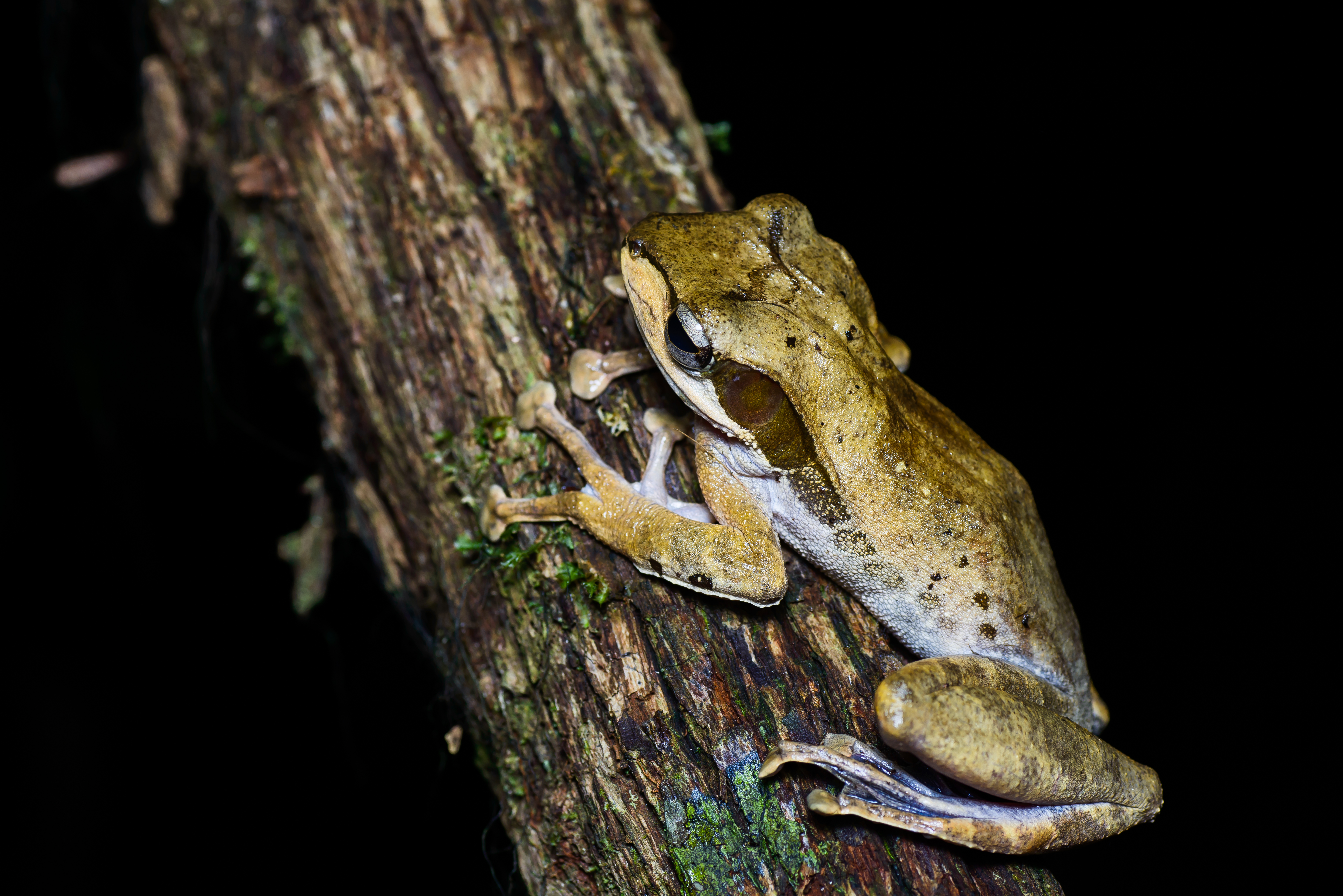
Polypedates macrotis - Khao Luang National Park